# Rouwrupsvogel
De rouwrupsvogel (Lalage melaschistos synoniem: Coracina melaschistos) is een vogel uit de familie van de rupsvogels. Het is een vogel van het Indische subcontinent, China en Indochina.

## Kenmerken
De rouwrupsvogel is gemiddeld 24 cm lang. De vogel lijkt sterk op de dwergrupsvogel en de Indochinese rupsvogel. De rouwrupsvogel is meestal donkerder grijs gekleurd met zwarte slagpennen.

## Verspreiding en leefgebied
De rouwruspvogel komt voor in Noord-India, het Himalayagebied, China, Hainan, Taiwan, Myanmar, Noord-Laos, Tenasserim, Thailand en Noord- en Midden-Vietnam. Het is een vogel die voorkomt in heuvellandbos tussen de 300 en 1500 m boven de zeespiegel.
De soort telt 4 ondersoorten:
- C. m. melaschistos: van noordelijk Pakistan tot noordoostelijk India, noordelijk en westelijk Myanmar en zuidwestelijk China.
- C. m. avensis: van het zuidelijke deel van Centraal-China via oostelijk Myanmar tot noordelijk Thailand, noordelijk Laos en centraal Vietnam.
- C. m. intermedia: centraal en zuidoostelijk China en Taiwan.
- C. m. saturata: noordoostelijk en centraal Vietnam en Hainan.

## Status
De rouwrupsvogel heeft een groot verspreidingsgebied en daardoor is de kans op uitsterven gering. De grootte van de populatie is niet gekwantificeerd. In het noorden van het verspreidingsgebied is de vogel plaatselijk zeldzaam of schaars, maar in meer zuidelijke delen is de vogel vrij algemeen tot algemeen. Er is geen aanleiding te veronderstellen dat de soort in aantal achteruit gaat. Om deze redenen staat deze rupsvogel als niet bedreigd op de Rode Lijst van de IUCN.

Foto's van rouwrupsvogel uit India
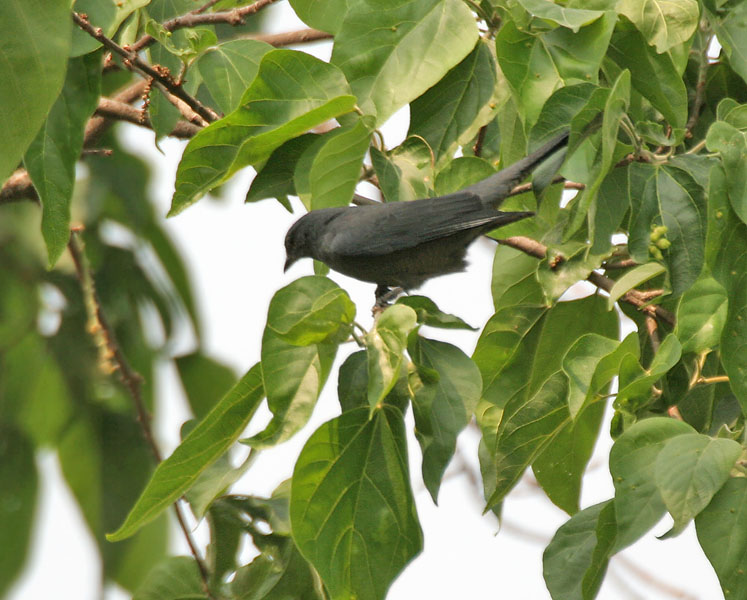
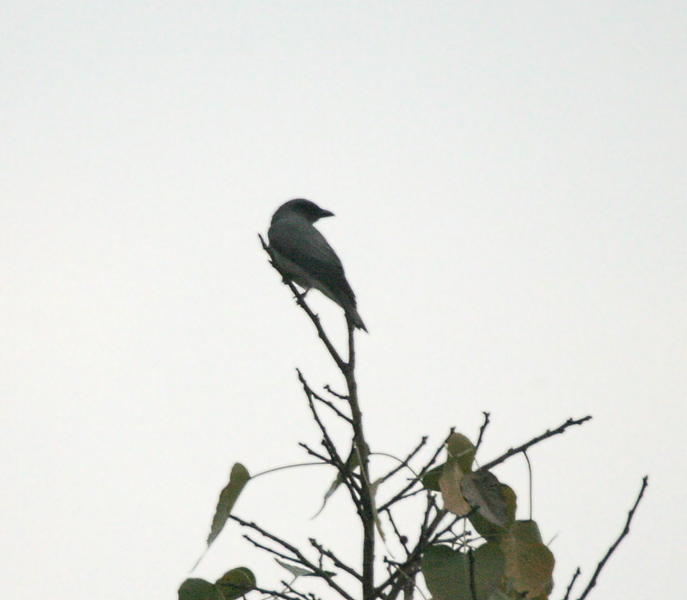
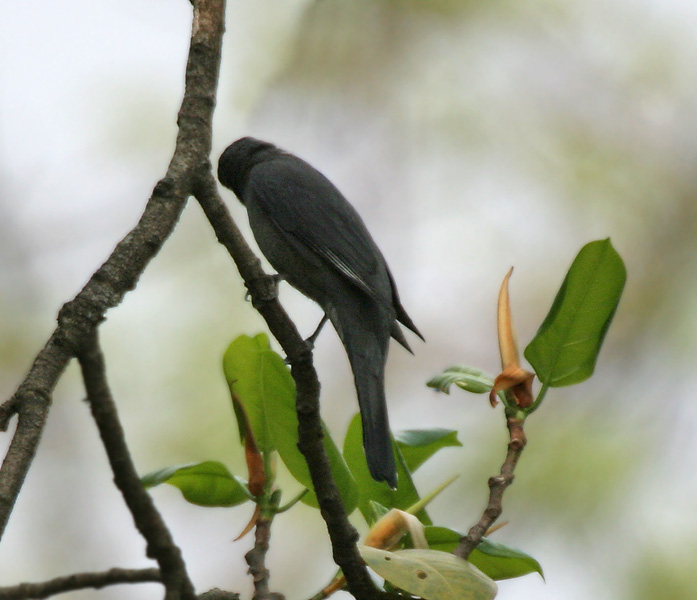